# ART-SCHOOL
ART-SCHOOL（アートスクール）は、日本のロックバンド。所属レーベルはメンバーの木下が立ち上げたWarszawa-Label。略称は「アート」。

## メンバー
- 木下理樹（きのした りき） - ボーカル、ギター、主な作詞・作曲 担当。
  - 1978年（昭和53年）10月14日生まれ。大阪府大阪市出身。O型。通称「リッキー」、「きのこ」。

- 戸高賢史 （とだか まさふみ） - ギター担当。
  - 1982年（昭和57年）7月22日生まれ。大分県佐伯市出身。大分県立佐伯鶴城高等学校卒業。A型。通称「Toddy」。
  - Ropesでアチコと共に活動。海外バンドのサポートアクトやKaikoo Fesなどにも参加している。
  - エフェクター製作も手がけ、自身のブランド「Phantom FX」よりペダルをリリース。ギターマガジン誌でコラムを連載。
  - 坂本美雨やTK from 凛として時雨など、サポートワークも多数こなしている。
  - 2014年5月、Crypt Cityに加入。
  - 2015年5月、細美武士らとMONOEYESを結成。

### サポートメンバー
- 中尾憲太郎（なかお けんたろう）- ベース担当。
  - 1974年（昭和49年）6月17日生まれ、福岡県北九州市出身。
  - ナンバーガールのメンバー。
- 藤田勇（ふじた いさむ）- ドラム担当。
  - MO'SOME TONEBENDERのメンバー。ドラムの他にギター、キーボードを演奏。
- やぎひろみ - ギター担当。
  - NITORODAY、Cruyffのメンバー。
  - 2022年の活動再開時からライブサポートとして参加。

### 旧メンバー
- 大山純（おおやま じゅん）- ギター担当。
  - 1978年（昭和53年）5月11日生まれ、群馬県前橋市出身。通称「OJ」「オオヤマン」。
  - 2003年（平成15年）12月に脱退。音楽業界から離れていたが、日向の誘いからストレイテナーへサポートを経て、2008年（平成20年）10月に正式加入している。

- 日向秀和（ひなた　ひでかず） - ベース担当。
  - 1976年（昭和51年）12月4日生まれ、東京都町田市出身。通称「ひなっち」「町田のヤンキー」。
  - 2003年（平成15年）12月に大山と脱退。ZAZEN BOYS結成に参加（後に脱退）。ストレイテナーのサポート（後に正式加入）、Nothing's Carved In Stoneなど結成。
  - 2010年（平成22年）、木下と共にkilling Boyを結成。

- 櫻井雄一 （さくらい ゆういち）- ドラム担当。
  - 1973年（昭和48年）11月22日生まれ、群馬県高崎市出身。B型。通称「おっさん」。
  - 2009年（平成21年）4月脱退発表（2008年夏頃には脱退）。2012年現在はMarvelous、ランクヘッド（後に正式加入）で活動中。
  - 右利き用セッティングでオープンハンド奏法を用いる（初期は左利き用セッティング）。

- 宇野剛史 （うの たけし） - ベース担当。
  - 1977年（昭和52年）12月24日生まれ。埼玉県出身。A型。通称「宇野ちゃん」。
  - 2011年（平成23年）12月に脱退。
  - 加入前は、「ドルポッツ兄弟」で活動。GOLIATH、QUADRANGLEで活動中。
  - 2011年（平成23年）から2015年（平成27年）までLiSAのサポートバンドであるらーメンズで活動。

- 鈴木浩之 （すずき ひろゆき）- ドラム担当。
  - 2011年（平成23年）12月に宇野と脱退。
  - 加入前から、U&DESIGNのメンバーとして活動中。
  - QUADRANGLE、THE KEBABSで活動中。
  - 宇野と同じく、2011年（平成23年）から2015年（平成27年）までLiSAのサポートバンドであるらーメンズで活動。その後も断続的にサポートを担当し、2019年には第70回NHK紅白歌合戦にバンドメンバーとして参加した。

## 来歴
ソロシンガーとして活動していた木下理樹が、そのバックミュージシャンを務めていた櫻井雄一（ドラム）、日向秀和（ベース）と、友人の紹介で知り合った大山純（ギター）を誘い2000年3月に結成。バンド名は当初「オレンジ」「キャンディストア」といった候補が挙がったが、木下がアメリカのインディー・ロックバンド、ペイヴメントを意識していくうちに浮かんだ「ART-SCHOOL」というバンド名に決定した。
2000年、the pillowsやBUMP OF CHICKENのスタッフが集まって興したレーベル123RECORDSより『SONIC DEAD KIDS』でインディーズデビュー。2002年、東芝EMIと契約しシングル『DIVA』でメジャー・デビュー。2003年末に日向秀和と大山純が脱退。
2004年3月、木下がバンドのファンとして交流のあった戸高賢史を誘い、宇野剛史が一般公募したオーディションから選ばれ加入。同年、2004年からは東芝EMIとの契約が終了し、自主レーベルで音源を発表していたが、2005年6月にミニ・アルバム『あと10秒で』をポニーキャニオンから発売しメジャー復帰。10月には3rdアルバム『PARADISE LOST』を発表。
2009年4月、櫻井脱退がバンドの公式ホームページで発表。木下のブログによると、櫻井脱退は2008年夏頃から決まっていて、脱退発表までサポートメンバーという形をとっていた。年5月、新メンバーとして鈴木浩之が加入。2011年末に宇野剛史と鈴木浩之が脱退。
2012年3月、木下と戸高の新体制の活動を発表し、サポートメンバーとして中尾憲太郎、藤田勇（MO'SOME TONEBENDER）、櫻井が参加。同年レコーディングのためサポートメンバーの中尾・藤田と渡米。スティーヴ・アルビニが所有するElectrical audio studioにてアルバムを製作。
2012年5月21日、渋谷CLUB QUATTROにて行われ、新体制後初のライブとなったフリーライブ「DAY OF THE DEAD」の中で、キューンミュージックへのレーベル移籍と、夏にアルバムをリリースすることを発表。
2013年3月、5,000枚限定のミニ・アルバム『The Alchemist』をリリース。
2014年12月30日、活動休止を公式ホームページ上で発表。
2015年2月13日に新木場STUDIO COASTにおいて活動休止前のラストライブを行う。
2015年末、COUNTDOWN JAPAN 15/16にて復活ライブを行う。
2016年2月13日に新木場STUDIO COASTにてワンマンライブ。
2019年3月30日出演予定だった髭とのツーマンイベントを昨年から続いていた木下の体調不良を理由にキャンセル。後日木下の休養を発表、予定していたライブも全てキャンセル。
2022年8月24日、恵比寿LIQUIDROOMでのライブより活動再開。
2023年6月14日、10枚目のアルバム『luminous』をリリース。
2023年10月15日、Zepp DiverCityにて木下理樹のバースデーライブ「KINOSHITA NIGHT 2023 〜木下理樹生誕祭・SHIGONOSEKAI〜」を開催。ゲストにPOLYSICS、syrup16gが参加。
2024年2月1日、戸高賢史の加入20周年を祝うツアーを5月から行う事を発表。
2025年5月28日、ミニアルバム『1985』をリリース。また同年8月20日にはバンド初のトリビュート・アルバム『Dreams Never End』をリリースする事を発表。Syrup16g、MONOEYES、MO'SOME TONEBENDER、indigo la Endなど多数バンドが参加。

## ディスコグラフィ

### 参加作品
| 発売日         | タイトル                                                                 | 規格品番  | 収録曲           |
| -------------- | ------------------------------------------------------------------------ | --------- | ---------------- |
| 2003年9月17日  | BEST OF 蓮沼 1999→2003                                                   | DIGA-001  | DISC2-3.車輪の下 |
| 2006年5月10日  | ALL APOLOGIES（ニルヴァーナ トリビュート）                               | UPCH-1489 | 12.About A Girl  |
| 2006年9月20日  | bd SNOWBOARD RULERZ ORIGINALSOUNDTRACK                                   | PCCA-2325 | 11.あと10秒で    |
| 2008年7月9日   | ASIAN KUNG-FU GENERATION presents NANO-MUGEN COMPILATION 2008            | KSCL-1256 | 3.あと10秒で     |
| 2013年11月27日 | WINTER LOVE MIX                                                          | PCCA-3944 | 15.あと10秒で    |
| 2014年3月26日  | Yes, We Love butchers 〜Tribute to bloodthirsty butchers〜 Night Walking | PCCA-3944 | 1.ファウスト     |

### 自主制作デモテープ
1. 1st DEMO （2000年）
サンディ・ドライバー/ニーナの為に/Outsider
2. 2nd DEMO （2000年）
汚れた血/メルヘン(MARCHEN)
3. 3rd DEMO （2000年）
FIONA APPLE GIRL/汚れた血

## 主なライブ

### ワンマンライブ・主催イベント
- 2004年 - ライヴスカーレット2004
- 2005年 - "LOST IN THE AIR" TOUR2005
- 2005年 - "PARADISE LOST" TOUR2005
- 2006年 - Tour'06 フリージア
- 2007年 - Tour'07 Flora
- 2008年 - ILLMATIC BABY TOUR 2008
- 2009年 - 14SOULS TOUR 2009
w/your gold, my pink/MASS OF THE FERMENTING DREGS/OGRE YOU ASSHOLE/lostage/THE NOVEMBERS/VOLA&THE ORIENTAL MACHINE
- 2010年-2011年 - ART-SCHOOL 10th Anniversary tour「Anesthesia」
- 2012年5月21日 - DAY OF THE DEAD
- 2012年6月2日-3日 - ART-SCHOOL presents「KINOSHITA NIGHT 2012」
w/髭/ASIAN KUNG-FU GENERATION/The Mirraz/ストレイテナー
- 2012年9月1日-11月16日（26公演） - ART-SCHOOL「BABY ACID BABY」TOUR 2012
w/THE NOVEMBERS/POLYSICS/andymori/the band apart/the HIATUS/磯部正文&平林一哉/The Mirraz/LOSTAGE/plenty/0.8秒と衝撃。/アヒト・イナザワ/ACO/People In The Box/MO'SOME TONEBENDER/透明雑誌
- 2013年3月23日-24日 - ART-SCHOOL presents KINOSHITA NIGHT 2013
w/tricot/THE BACK HORN/細美武士/BIGMAMA/0.8秒と衝撃。
- 2013年5月9日-17日（3公演） - ART-SCHOOL SHORT CIRCUIT TOUR 『The Alchemist』
w/中尾憲太郎/藤田勇
- 2013年9月6日-10月27日（10公演） - ART-SCHOOL presents「SHELTER 10days」
w/後藤まりこ/Predawn/ギターウルフ/THE NOVEMBERS/きのこ帝国
- 2014年1月17日-26日（5公演） - ART-SCHOOL presents「KINOSHITA NIGHT2014 〜番外編TOUR〜 」
w/the telephones/髭/HINTO
- 2014年3月14日、22日（公演） - ART-SCHOOL presents「KINOSHITA NIGHT2014」
w/downy/THE NOVEMBERS/ACIDMAN/People In The Box
- 2014年4月25日-6月13日（15公演） - ART-SCHOOL NEW ALBUM「YOU」Release tour 2014
w/きのこ帝国/フルカワユタカ/HINTO/N'夙川BOYS/後藤まりこ/the band apart/group_inou
- 2014年10月13日（公演）ART-SCHOOLワンマンライブ〜木下理樹生誕前夜祭〜
- 2015年2月13日（公演）- 「ART-SCHOOL」
- 2015年11月20日（公演）- Warszawa-Label presents Kinoshita Night
- 2016年2月13日（公演）- LIVE 2016 Easter
- 2016年6月11日-7月9日（11公演）- ART-SCHOOL TOUR 2016/Hello darkness, my dear friend
- 2016年7月10日（公演）- ART-SCHOOL & THE NOVEMBERS presents「KINOSHITA NIGHT×首」
w/Burgh / polly
- 2016年10月4日 （公演）- 2016年ART-SCHOOLワンマンライブ締めくくり〜木下理樹生誕祭〜!!
- 2017年3月25日、30日（公演）- LIVE 2017 B SIDES BEST「Cemetery Gates」
- 2017年10月13日（公演）- 木下理樹生誕祭2017

### 出演イベント
- 2002年7月27日 - FUJI ROCK FESTIVAL '02
- 2002年9月1日 - RUSH BALL 2002
- 2002年12月6日 - くるり presents 百鬼夜行2002
- 2003年8月3日 - ROCK IN JAPAN FESTIVAL 2003
- 2003年8月11日 - ASIAN KUNG-FU GENERATION presents NANO-MUGEN FES.
- 2003年8月23日 - 小岩井ロックフェスティバル
- 2003年12月31日 - COUNTDOWN JAPAN 03/04
- 2004年6月13日 - RUSH BALL★6
- 2004年8月6日 - ROCK IN JAPAN FESTIVAL 2004
- 2004年11月13日 - JAPAN CIRCUIT-Vol.20-
- 2004年12月31日 - COUNTDOWN JAPAN 04/05
- 2005年4月29日 - ARABAKI ROCK FEST.04292005
- 2005年8月5日 - ROCK IN JAPAN FESTIVAL 2005
- 2005年12月31日 - COUNTDOWN JAPAN 05/06
- 2006年7月22日 - ウドー・ミュージック・フェスティバル
- 2006年8月6日 - ROCK IN JAPAN FESTIVAL 2006
- 2006年12月29日、31日 - COUNTDOWN JAPAN 06/07
- 2007年8月18日 - RISING SUN ROCK FESTIVAL 2007 in EZO
- 2007年10月5日 - OGRE YOU ASSHOLE SPLIT TOUR 2007 - Massacred Kiki
- 2007年10月13日 - 凛として時雨 レコ発ツアー07 " NAKANO Inspiration "
- 2007年12月31日 - COUNTDOWN JAPAN 07/08
- 2008年6月27日 - COALTAR OF THE DEEPERS presents 「Entropy 08」
- 2008年7月21日 - ASIAN KANG-FU GENERATION presents NANO-MUGEN FES.2008
- 2008年8月2日 - ROCK IN JAPAN FESTIVAL 2008
- 2008年12月30日 - COUNTDOWN JAPAN 08/09
- 2009年3月31日-4月5日（4公演） - Base Ball Bear LIVE MATHEMATICS TOUR09
- 2009年8月2日 - ROCK IN JAPAN FESTIVAL 2009
- 2009年12月30日 - COUNTDOWN JAPAN 09/10
- 2010年8月8日 - ROCK IN JAPAN FESTIVAL 2010
- 2010年9月11日 - FACTORY 0911
- 2010年10月17日 - Sound Massive Appearance(SMA) in 爆音宮殿
- 2010年12月29日 - COUNTDOWN JAPAN 10/11
- 2011年9月10日 - BAYCAMP 2011
- 2011年12月29日 - COUNTDOWN JAPAN 11/12
- 2012年8月8日 - Talking Rock! FES.2012
- 2012年8月8日 - 8otto "One or Eight" 2012
- 2012年8月11日 - RISING SUN ROCK FESTIVAL 2012 in EZO
- 2012年12月17日 - December's Calling
- 2012年12月28日 - Muddy Apes 2012 Year-End Live
- 2012年12月31日 - COUNTDOWN JAPAN 12/13
- 2013年1月27日 - PLASTICZOOMS presents DIE KUSSE #3
- 2013年1月30日 - Yutaka Furukawa QUATTRO 3days 〜first communication〜
- 2013年2月2日 - BAYCAMP 201302
- 2013年3月9日 - NO NUKES 2013
- 2013年6月5日、7日、8日 - THE NOVEMBERS "GIFT" and "Fourth wall" Release Tour "I'll Be Your Mirror"
- 2013年7月17日 - メレンゲ Space Frontier Foundation Tour
- 2013年9月29日 - JAPAN CIRCUIT vol.52 WEST 〜山崎死闘編〜
- 2013年11月26日 - WWW 3rd Anniversary 環ROY presents 「ラッキー vol.2」
- 2013年12月12日 - STUDIO COAST クリスマスライブ
- 2013年12月29日 - COUNTDOWN JAPAN 13/14
- 2014年5月28日 - Yes, We Love butchers
- 2014年6月23日、24日 - DUM-DUM LLP presents「Kill your T.V.」Premium Show
- 2014年6月26日 - The First Half of "DECADE" Day1
- 2014年7月11日 - THE NOVEMBERS TOUR- The World Will Listen -
- 2014年7月13日 - ASIAN KUNG-FU GENERATION presents NANO-MUGEN FES. 2014
- 2014年8月2日 - ROCK IN JAPAN FESTIVAL 2014
- 2014年9月3日 - LIQUIDROOM 10th ANNIVERSARY
- 2014年9月30日 - 木下理樹×園子温presents ART-SCHOOL×園子温BAND(Revolution Q)映画「ラブ&ピース」完成記念祭
- 2014年10月10日 - 撃鉄presentsバーいってバーやっちゃおうよ番外編 〜下北沢2MANシリーズ死闘戦〜
- 2014年11月15日 - Kidori Kidoriのタデ食う虫もウキウキツアー
- 2014年12月25日 - ATF 15th 大感謝祭!フォーエヴァーヤング!! 〜渋谷でメリクリ編〜
- 2014年12月30日 - LIVE DI:GA JUDGEMENT 2014
- 2014年12月31日 - COUNTDOWN JAPAN 14/15
- 2015年12月31日 - COUNTDOWN JAPAN 15/16
- 2016年5月12日 - 東京キネマ倶楽部プレゼンツ〜ヨカノスゴシカタ 3〜
- 2016年8月7日 - ROCK IN JAPAN FESTIVAL 2016
- 2016年8月12日 - RISING SUN ROCK FESTIVAL 2016 in EZO
- 2016年8月16日 - UKFC on the Road 2016
- 2016年10月22日 - cinema staff presents"OOPARTS 2016"
- 2016年10月23日 - LOSTAGE presents [生活 2016]
- 2016年11月13日 - The Mirraz 10周年スタートツアー〜10年目の奇跡2016AW〜
- 2016年11月16日 - SYNCHRONICITY'16 -Autumn Party!!- -People In The Box×ART-SCHOOL-
- 2016年12月31日 - LIVE DI:GA JUDGEMENT 2016
- 2017年1月30日 - 55 daimas "Another year of experience"
- 2017年4月9日 - After Hours'17
- 2017年5月14日 - 森、道、市場2017〜行き交う色と、ふたつの場所〜
- 2017年5月31日 - polly presents 「想」
- 2017年7月29日 - Reborn-Art Festival × ap bank fes 2017
- 2017年8月5日 - ROCK IN JAPAN FESTIVAL 2017
- 2017年8月24日 - 音霊 OTODAMA SEA STUDIO 2017「BEACH CAMP 2017」
- 2017年10月6日 - SEAGULL SCREAMING KISS HER KISS HER/ART-SCHOOL ＠下北沢SHELTER